# Parque Colón
Ne pas confondre avec la Plaza de Colón à Madrid en Espagne.
Le Parque Colón (en français Parc Colomb) est un grand espace vert situé à l'est de la ville de Buenos Aires, capitale de l'Argentine. Il se trouve à quelques pas de la Casa Rosada, résidence du président de la république, dans le quartier de Monserrat, l'un des principaux quartiers de la ville.

## Situation
Le Parque est construit sur un terrain qui descend à l'est, vers la rive du Río de la Plata tout proche.
Il est délimité au nord et au nord-est par l' Avenida La Rabida norte, au sud et au sud-est par l' avenida La Rabida sur et à l'ouest par la Casa Rosada. Son extrémité sud est le point de départ de la très large avenue Paseo Colón, qui se dirige plein sud. Tandis qu'au nord débute la large Avenida Leandro N. Alem qui la relie directement au nord avec l' Avenida del Libertador. La plaza Colon a une forme de demi cercle dont le côté ligne droite est à l'ouest, elle est assez étendue (une superficie de plus ou moins 3 hectares) et est bordée d'autres espaces verts tant au nord, qu'au sud et à l'est.

## Monument à Christophe Colomb
Au centre de la Plaza de Colón se trouve le Monumento a Colón ou Monument à Colomb. Réalisé en l'honneur de Christophe Colomb, il fut construit par l'italien Arnaldo Zocchi en marbre de Carrare, et fut un cadeau de la communauté italienne à l'Argentine, leur pays d'adoption, en 1910 à l'occasion du centenaire de la révolution de Mai. La première pierre fut posée le 24 mai 1910 et fut amenée d'Italie avec son créateur, et le monument fut inauguré en 1921. La base du monument possède une porte qui conduit dans une crypte qu'il était prévu d'utiliser comme Musée Colomb, projet qui ne vit jamais le jour. Actuellement il s'y trouve le Centro de Interpretación Histórico de la Ciudad (ou Centre d'interprétation historique de la ville).
Au nord-ouest de cette place se trouve la Plazoleta 11 de junio de 1580 ou petite place du 11 juin 1580, où l'on a érigé un monument à Juan de Garay, fondateur de la cité. Le monument, œuvre du sculpteur allemand Gustav Eberlein, fut terminé en 1915. Sur cette même petite place se trouve une reproduction de l' Árbol de Guernica (en français Arbre de Guernica), symbole du peuple basque.

## La Aduana Nueva
Derrière la Casa Rosada, le siège du gouvernement, il existe un petit fossé, où l'on peut voir les ruines de la Aduana Nueva (nouvelle douane), construite entre 1855 et 1857. L'édifice de structure semi-circulaire, fut dessiné par l'architecte Eduardo Taylor et pendant plusieurs décennies fut un des symboles de la ville. La douane était installée à cet endroit car jusqu'à la fin du XIXe siècle le Río de la Plata arrivait pratiquement là ou se trouve actuellement la Plaza Colón, c’est-à-dire à quelques mètres à l'est de la Casa Rosada.

## Métro
- La place est desservie par la station "Plaza de Mayo" du métro -   (Ligne )